# ميكائيل يوهانسون
ميكائيل يوهانسون (بالسويدية: Mikael Johansson)‏ هو سياسي سويدي، ولد في 1960. انتخب عضو البرلمان السويدي ‏.